# Antonio Bernieri (vescovo)
Antonio Bernieri (Parma, XIV secolo – 29 maggio 1456) è stato un vescovo cattolico italiano.

## Biografia
Antonio Bernieri nacque a Parma, figlio di Giovanni e discendente di una nobile famiglia .  
Nel 1403 probabilmente fu espulso dalla città natale insieme al fratello Luca, trovando rifugio a Roma presso papa Innocenzo VII. 
Rientrato a Parma, si laureò in utroque iure, mentre in seguito divenne prevosto della chiesa di San Donnino, nella diocesi di Parma, e dal 6 novembre 1417 fu vicario generale dell'arcidiocesi di Milano. Detenne quest'ultimo incarico fino al 1434, quando come vicario generale figura Berteto di Trivulzio. 
Il 7 giugno 1435 papa Eugenio IV lo nominò vescovo di Lodi. Ricevette la consacrazione episcopale il 29 settembre 1437 a Roma. 
Morì il 29 maggio 1456.

## Successione apostolica
La successione apostolica è:
- Vescovo Giacomo Antonio della Torre (1439)